# ニミッツ (空母)

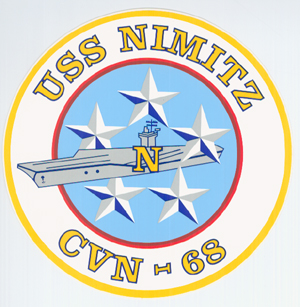
insignia

ニミッツ (USS Nimitz, CVN-68) は、アメリカ海軍の航空母艦。ニミッツ級航空母艦のネームシップ。艦名はチェスター・ニミッツ海軍元帥（元太平洋艦隊司令長官、元海軍作戦部長）に因んで命名された。
映画『ファイナル・カウントダウン』に出演したことで有名である。

## 艦歴
ニミッツは1968年6月22日にバージニア州ニューポート・ニューズのニューポート・ニューズ造船所で起工する。1975年5月3日にジェラルド・R・フォード大統領によって CVAN-68 として就役し、1975年6月30日の1975年アメリカ海軍艦種変更により CVN-68 へ変更された。

### 初期の配備
就役後、1976年7月7日に初の地中海展開を行う。この配備はアメリカ海軍の原子力艦による初めての地中海配備であった。配備が完了すると1977年2月7日にノーフォークに帰還した。

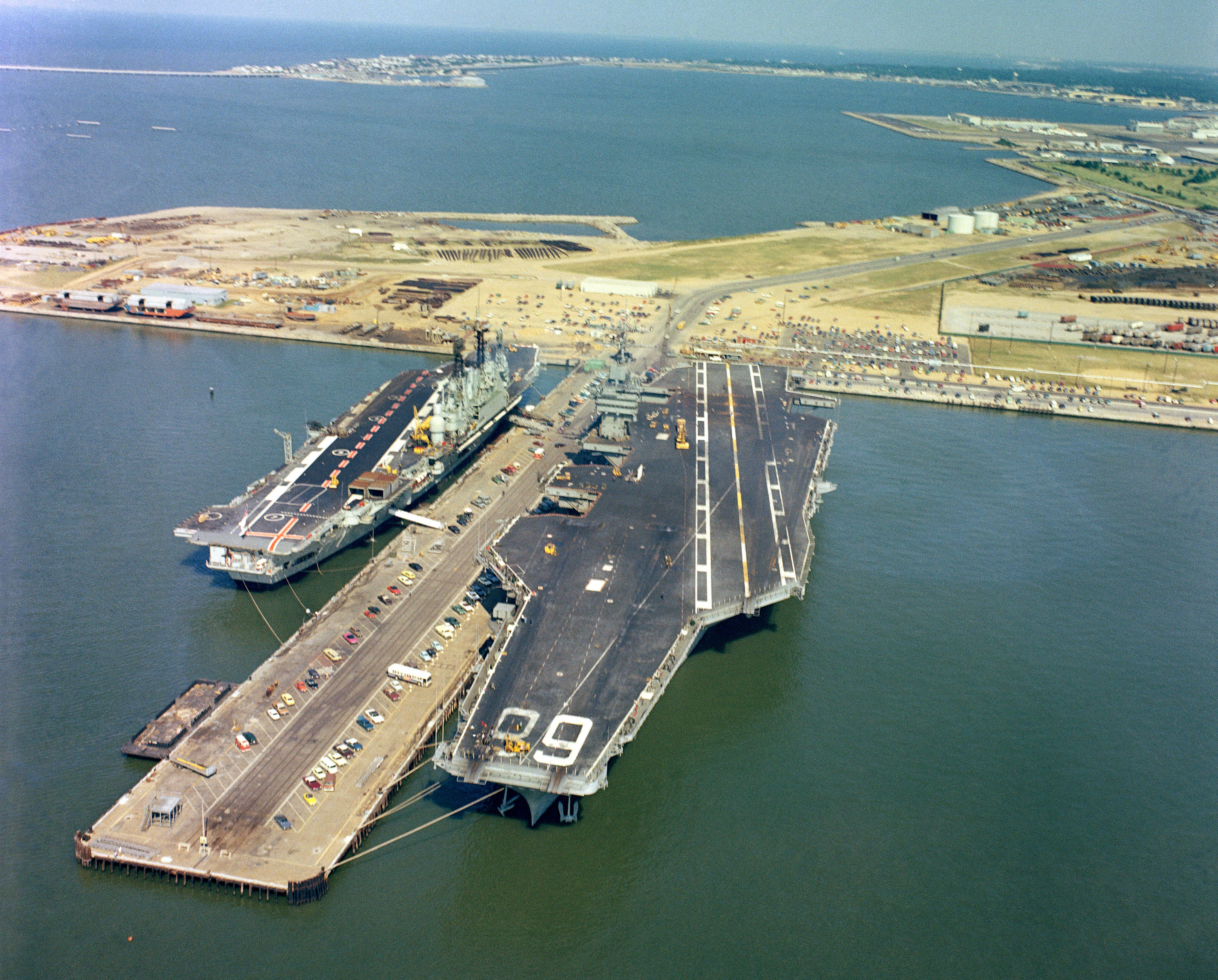
アーク・ロイヤルとニミッツ、1978年8月

1977年から78年にかけて行われた2度目の配備も平穏無事に終わったが、1979年9月10日に開始した3度目の配備では、翌1980年にイランのテヘランでアメリカ大使館人質事件が発生し、人質救助作戦に参加したものの、作戦はイランの砂漠のランデブーポイントでヘリコプターが墜落し、失敗に終わった。ニミッツは144日間の海上任務を終え、1980年5月26日に帰還した。
1981年には搭載機のF-14A トムキャットが地中海のシドラ湾上でリビアのSu-22戦闘機を撃墜している（シドラ湾事件）。また同年、EA-6B プラウラーが着艦事故を起こし、乗員14名が死亡、45名が負傷している。
1986年12月30日に地中海へ向けてバージニア州ノーフォークを出航。4ヶ月にわたって多くの港を訪問した後、ニミッツは地中海を離れ、赤道を越えてリオデジャネイロを訪れた。その後、ホーン岬を回って太平洋入りし、カリフォルニア州サンディエゴに停泊し航空団を下艦させた後、1987年6月30日に新たな母港のワシントン州ブレマートンに到着した。1988年のソウルオリンピック開催時には韓国近海で第7艦隊の空母ミッドウェイと共に警戒の任にあたった。
1988年10月29日には北アラビア海でアーネスト・ウィル作戦に参加している。その間の11月30日、作戦活動中に搭載した20mm砲が誤射され、メンテナンス中のA-7 コルセア IIに命中する。6機が炎上し、2名が負傷した。この2人は1名が11月30日に、もう1名は12月2日に死亡した。

### 1990年代
1991年2月25日にブレマートンを出航し、湾岸戦争でレンジャー (USS Ranger, CV-61) と交代して任務に就く。任務完了後8月24日に帰還した。1993年にはキティホーク (USS Kitty Hawk, CV-63) と交代して任務に就きサザン・ウォッチ作戦に参加した。
1996年3月、ニミッツは1976年以来初めて台湾海峡を通過したアメリカ軍艦艇となる。台湾海峡では中国人民解放軍によるミサイル発射訓練に対応して偵察を行った（第三次台湾海峡危機）。
1997年9月1日にニューポート・ニューズへ向けて世界一周の巡航に出発し、その途中9月21日にアメリカ海軍横須賀基地に入港し一般公開を行った。

### 2000年代
ニミッツはニューポート・ニューズで2001年6月25日まで燃料棒交換および近代化改装を行った。内容的には、RAMの増設やマストのステルス角柱化等が実施されている。2001年11月13日にはカリフォルニア州サンディエゴに母港を変更している。翌2002年1月にノースアイランド海軍航空基地で4か月におよぶ整調後の信頼性試験を行う。
2003年4月中旬にニミッツはエイブラハム・リンカーン (USS Abraham Lincoln, CVN-72) と交代してペルシャ湾入りし、イラクの自由作戦に参加した。その後11月5日にサンディエゴへ帰港し、定期メンテナンスと修理に入る。2005年5月にペルシャ湾に配備され、11月8日には帰港している。
2007年3月16日、テッド・N・ブランチ艦長に代わってマイケル・マナジール大佐が艦長に着任した。
ニミッツは2007年4月2日午前9:50に、アラビア海での6か月の配備に向けてサンディエゴのノースアイランドを出航した。7月2日にインドとアメリカ合衆国の相互防衛協力に基づきインドのチェンナイに到着した。乗組員はチェンナイで親善行事に参加し、その後7月5日にピンクニー (USS Pinckney, DDG-91) とともにチェンナイを出航、ペルシャ湾に向かった。ニミッツは2007年9月30日にノースアイランドへ帰還した。
2008年2月9日に日本へ向けて航行中、日本近海にてロシア空軍の爆撃機Tu-95MSから甲板上空600mを飛行する挑発行為を受ける。3月5日にも韓国防空識別区域（KADIZ）に領空侵犯したツポレフ爆撃機が韓米合同軍事訓練中のニミッツを偵察している。
2008年2月11日に佐世保に寄港する。改装工事に入る、横須賀を母港とする空母キティホークに代わり西太平洋に展開するためとされる（護衛艦艇は、キティホークの第15駆逐戦隊が随伴した）。日本寄港は2度目、佐世保へは初寄港であった。

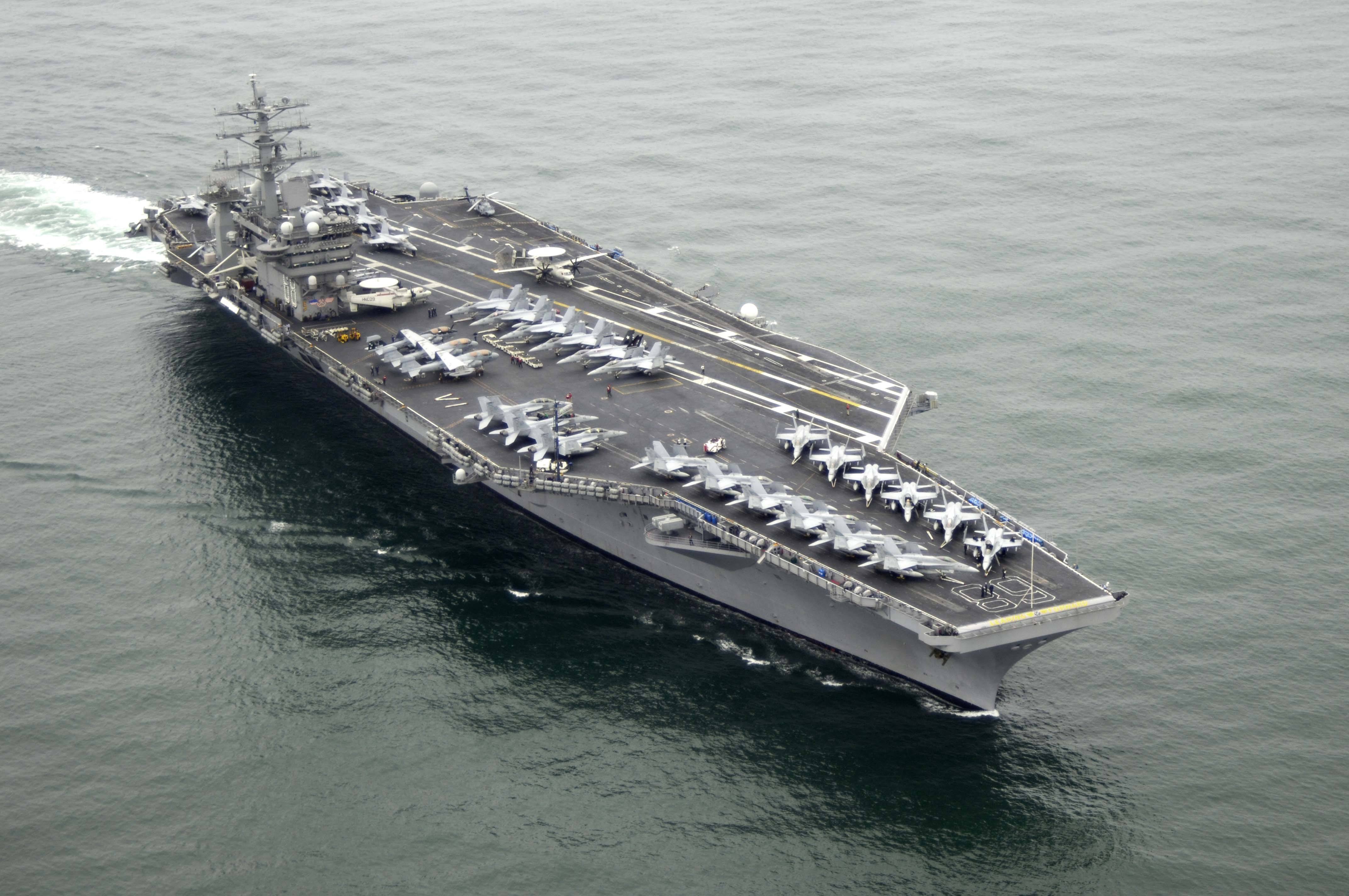
ニミッツ（2009年7月29日）

2009年8月24日に横須賀基地へ寄港した。日本への寄港は1年6か月ぶり3度目で、横須賀への寄港は12年ぶり2度目となった。横須賀を母港とするジョージ・ワシントン (USS George Washington, CVN-73)が南太平洋方面での演習・作戦航海により出港しており、西太平洋方面の空母空白を埋めるため、同方面の警戒任務に就いている。8月26日には乗組員のボランティアが横須賀三笠公園にある記念艦三笠の清掃・塗装を行った。これは本艦の名前の由来であるチェスター・ニミッツ元帥が、太平洋戦争(大東亜戦争）後に荒廃していた戦艦三笠の復興に貢献したことにちなんでいる。

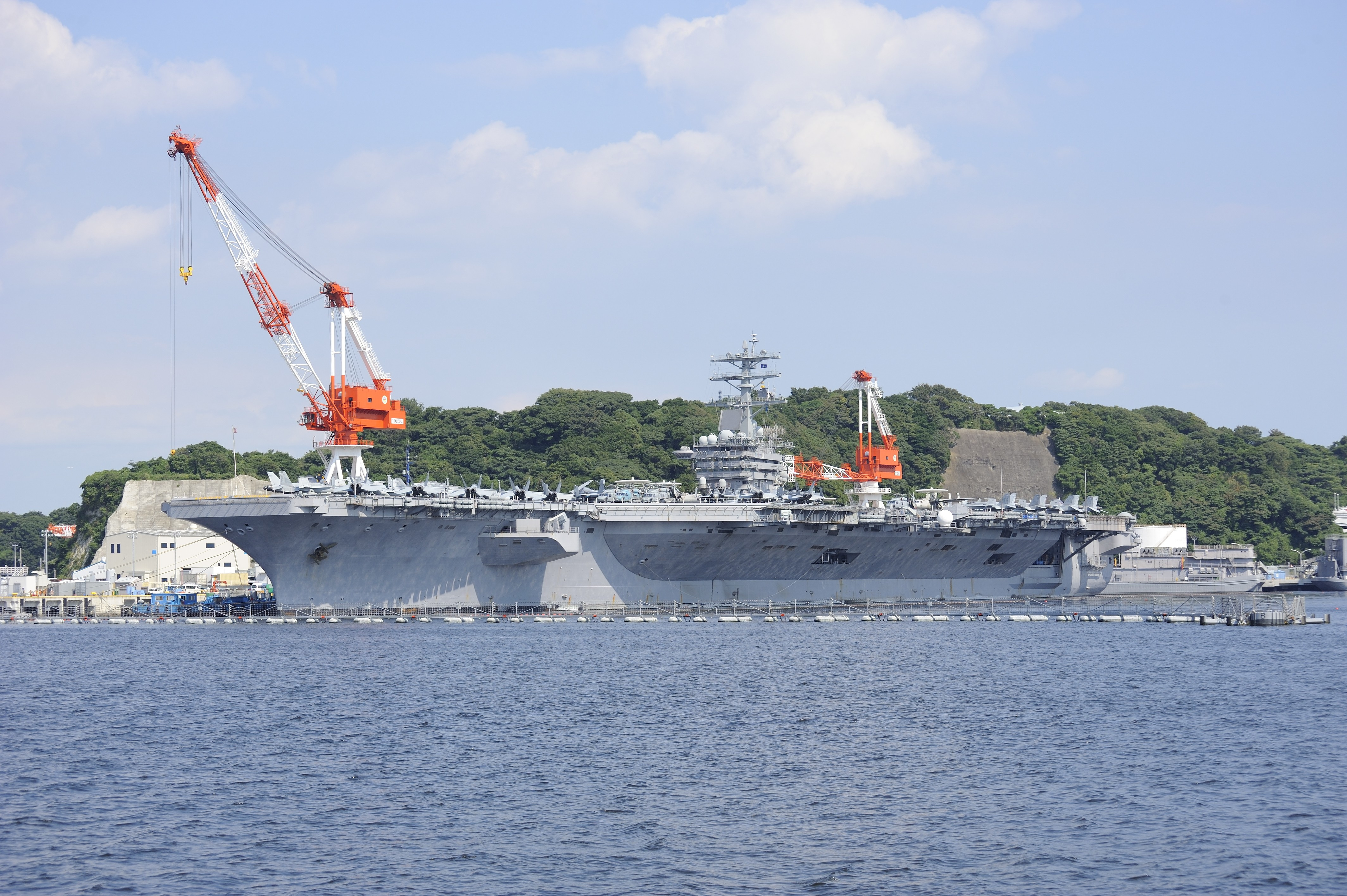
ニミッツ（2009年8月26日）横須賀港で撮影

### 2010年代
2015年1月より、本艦は16ヶ月に及ぶ能力向上付与による改装工事（DPIA）に先立ち、ピュージェット・サウンド海軍造船所に入渠するため、キトサップ海軍基地に母港を移した。2019年1月頃にエバレット海軍基地に復帰する予定であったが、見送られている。
2017年11月12日、日本海において空母「ロナルド・レーガン」、「セオドア・ルーズベルト」と海上自衛隊の護衛艦「いせ」、「いなづま」、「まきなみ」他、艦艇数隻と日米共同訓練を実施した。

### 2020年代
2021年2月から2022年9月まで、ピュージェット・サウンド海軍造船所で整備作業を行った。
2022年9月16日、整備作業を終え太平洋を航行中の本艦で、清水にジェット燃料が混入していることが判明した。翌9月17日にサンディエゴ海軍基地に入港し、係留中は地上から清水の提供を受け、9月19日に復旧と清水系統の洗浄が行われた。
ニミッツ級航空母艦の艦齢はRCOHによる大規模艦齢延命により約50年とされている。本艦の艦齢は既に40年に達しており、2024年頃に就役予定のジェラルド・R・フォード級航空母艦 2番艦「ジョン・F・ケネディ」に置き換えられる予定である。2020年12月に、本艦は近々退役して2025年に原子力艦再利用プログラムに回されることが発表された。退役予定時期についてはその後延期され、2023年末の時点では2026年の退役予定となっている。
2023年5月19日、長崎県の佐世保港に寄港した。乗組員の休養や物資の補給が目的で、23日午前10時ごろ海上保安部の巡視艇などに警備されながら佐世保港をあとにした。原子力空母が佐世保港に入港したのは2014年の「ジョージ・ワシントン」以来、16回目。

## ニミッツ空母打撃群
ニミッツは第11空母打撃群 ( Carrier Strike Group 11, CSG-11) の旗艦であり、第17空母航空団 (Carrier Air Wing Seventeen, CVW-17) を搭載する。打撃群は第23駆逐戦隊 (Destroyer Squadron 23, DESRON-23) を含む。

### 第23駆逐戦隊

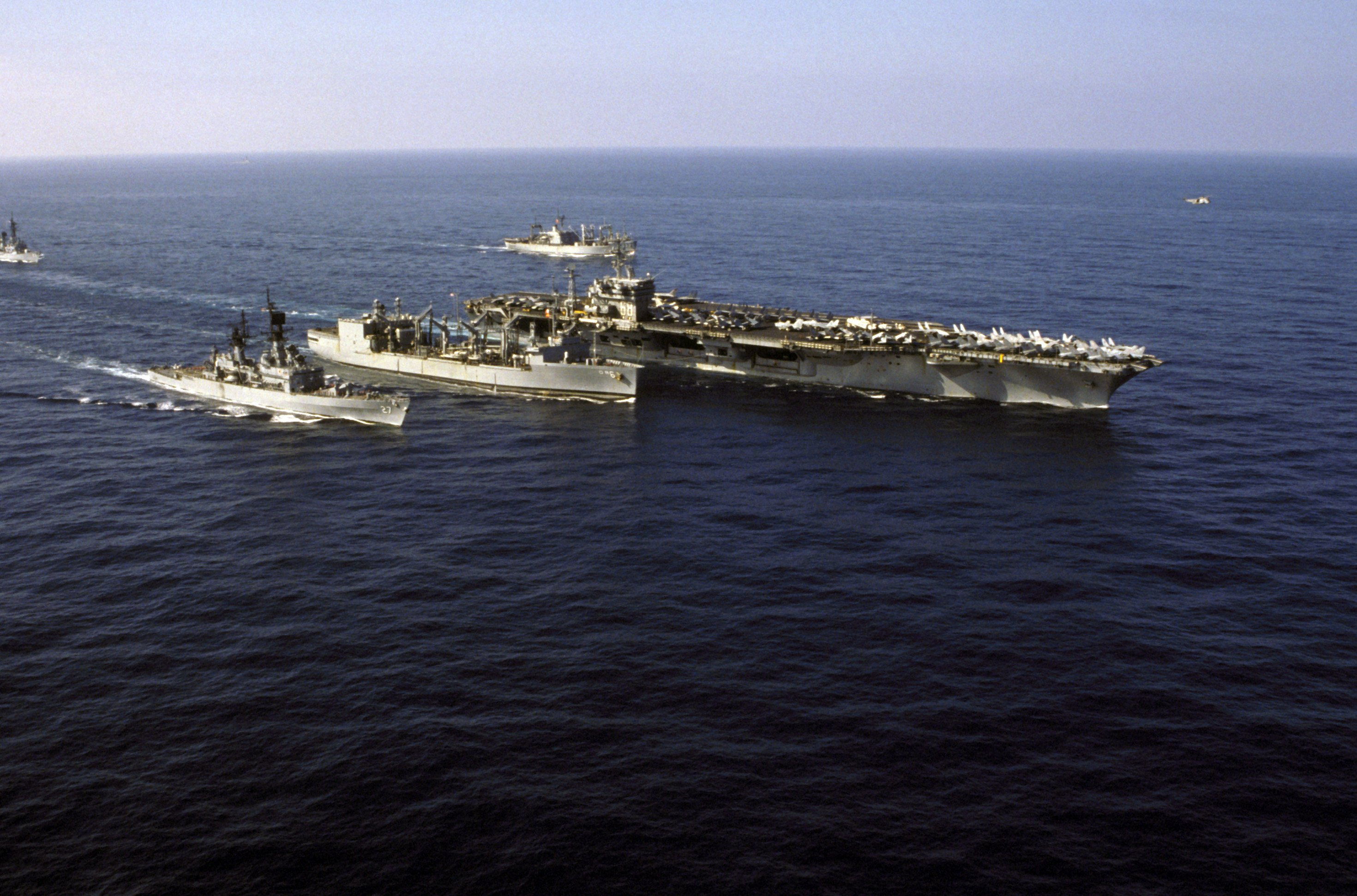
ニミッツと随伴艦艇

- チャフィー (USS Chafee, DDG-90)
- ヒギンズ (USS Higgins, DDG-76)
- ジョン・ポール・ジョーンズ (USS John Paul Jones, DDG-53)
- ピンクニー (USS Pinckney, DDG-91)
- サンプソン (USS Sampson, DDG-102)

### 第17空母航空団
| 飛行隊名                                      | 愛称                                             | 使用機種        |
| --------------------------------------------- | ------------------------------------------------ | --------------- |
| 第22戦闘攻撃飛行隊（VFA-22）                  | ファイティング・レッドコックス Fighting Redcocks | F/A-18F BlockII |
| 第94戦闘攻撃飛行隊（VFA-94）                  | マイティ・シュライクス Mighty Shrikes            | F/A-18F BlockII |
| 第137戦闘攻撃飛行隊（VFA-137）                | ケストレルズ Kestlels                            | F/A-18E BlockII |
| 第323海兵戦闘攻撃飛行隊（VMFA-323）           | デス・ラットラーズ Death Rattlers                | F/A-18C(N)      |
| 第139電子攻撃飛行隊（VAQ-139）                | クーガーズ Cougars                               | EA-18G          |
| 第116艦上空中早期警戒飛行隊（VAW-116）        | サン・キングス Sun Kings                         | E-2C+II(C)      |
| 第6ヘリコプター海上戦闘飛行隊（HSC-6）        | インディアンズ Indians                           | MH-60S          |
| 第73ヘリコプター海洋打撃飛行隊（HSM-73）      | バトルキャッツ Battlecats                        | MH-60R          |
| 第30艦隊兵站支援飛行隊第3分隊（VRC-30 Det.3） | クルセイダーズ Crusaders                         | C-2A            |